# Université d'Alcalá de Henares (1499-1836)
Pour les articles homonymes, voir Complutense et Université d'Alcalá de Henares.
 (novembre 2024).
Si vous disposez d'ouvrages ou d'articles de référence ou si vous connaissez des sites web de qualité traitant du thème abordé ici, merci de compléter l'article en donnant les références utiles à sa vérifiabilité et en les liant à la section « Notes et références ».

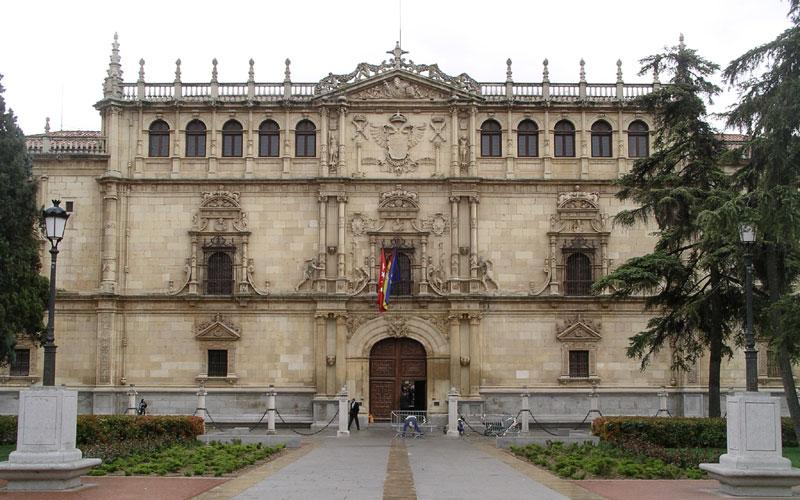
Façade du Colegio Mayor de San Ildefonso (Rodrigo Gil de Hontañón, 1543).

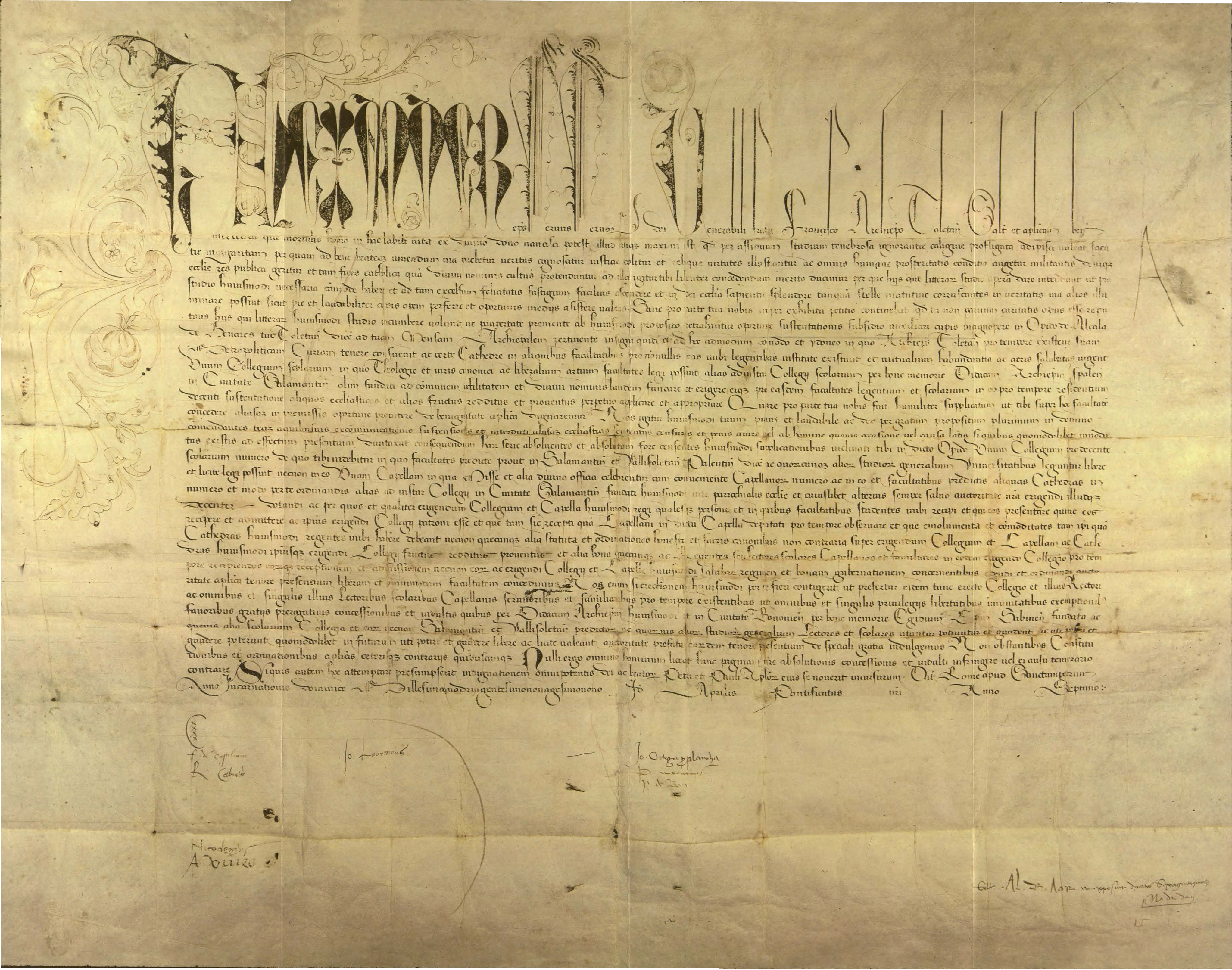
Bulle d'Alexandre VI autorisant la fondation de l'Université d'Alcalá (1499).

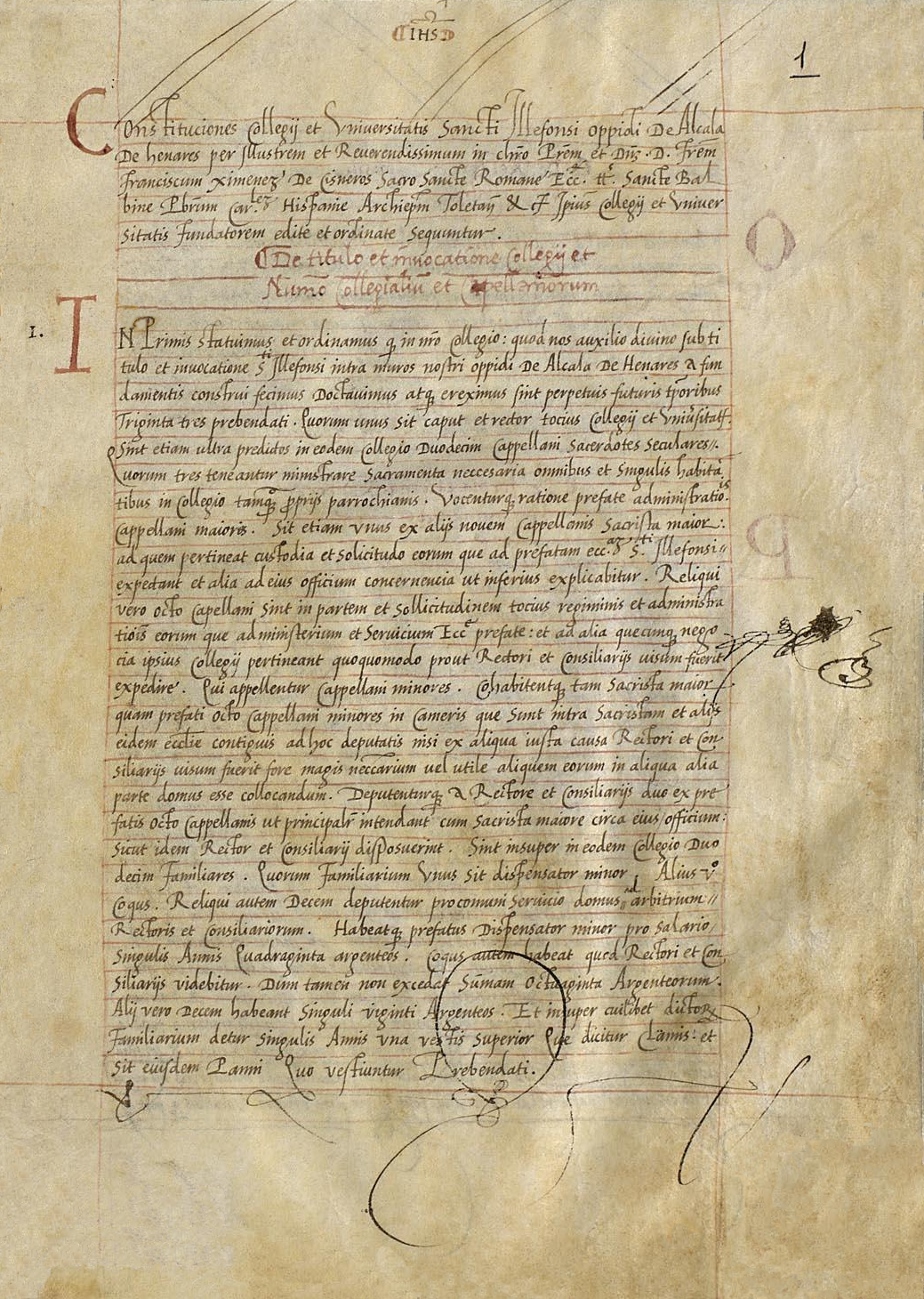
Constitution de l'université d'Alcalá (Francisco Jiménez de Cisneros, le 22-01-1510).

L'université d'Alcalá de Henares, quelquefois désignée comme La Complutense, était une université située à Alcalá de Henares, fondée en 1499 par le cardinal Francisco Jiménez de Cisneros. Elle fut transférée à Madrid en 1836 sous le nom d’Universidad Central, puis d’université complutense de Madrid.
L'université fut reconstituée en 1977.

## Histoire
Le 20 mai 1293, le roi Sanche IV de Castille autorisa Gonzalo García Gudiel, archevêque de Tolède et chancelier du royaume, à instituer à Alcalá de Henares un Studium jouissant des mêmes privilèges que celui qui existait à Valladolid. Cependant, ce document est isolé, et on n'a ensuite souvenir d'aucun établissement important d'enseignement dans ce lieu avant 1459. Le 17 juillet de cette année-là, le pape Pie II, à la demande d'Alfonso Carrillo de Acuña, archevêque de Tolède, promulgua une bulle autorisant la création de trois chaires de grammaire et d'arts libéraux à Alcalá de Henares (dotées financièrement grâce à des bénéfices ecclésiastiques). La fondation du cardinal de Cisneros ne se fit donc pas entièrement ex nihilo (et d'ailleurs, né lui-même dans la région, il a peut-être fait ses premières études au Studium d'Alcalá). Mais jusqu'en 1499, ce ne fut pas un Studium generale (comme à Salamanque), mais un simple Studium particulare privilegiatum.
Par une bulle promulguée le 13 avril 1499 à la requête du cardinal, le pape Alexandre VI autorisa la création d'un Studium generale prenant d'abord la forme du Collège de Saint Ildefonse (Colegio de San Ildefonso), que le cardinal avait conçu sur le modèle du Grand Collège de Saint Barthélemy (Colegio Mayor de San Bartolomé, ou Colegio Viejo) de l'université de Salamanque. Le supérieur de l'église collégiale des saints Just et Pasteur, instituée par l'archevêque Carrillo de Acuña (actuelle cathédrale d'Alcalá de Henares) avait le droit de promotion. Les diplômés devaient jouir des mêmes privilèges que ceux des Studia de Valladolid, Salamanque et Bologne. La première pierre du Collège fut posée le 14 mars 1501, et la première promotion d'étudiants fut accueillie le 18 octobre 1508, jour de la saint Luc.
Cette université fut la première en Europe dont la fondation juridique fut suivie de la construction d'un véritable campus, à commencer par la construction du Colegio Mayor, dû à Pedro de Gumiel, architecte attitré du cardinal de Cisneros. L'ampleur de la conception de ce dernier se marque par l'expression Civitas Dei (« Cité de Dieu ») utilisée à l'époque pour désigner le nouvel établissement.
Le 22 janvier 1510, le cardinal dota sa fondation des Constituciones del Colegio Mayor de San Ildefonso, y organisant toute la vie institutionnelle, bien plus centralisée et autoritaire qu'à Salamanque : le recteur, qui dans cette dernière université était un étudiant élu pour un an par une commission composée de professeurs et de délégués des étudiants, était à Alcalá nommé par l'archevêque de Tolède et doté de pouvoirs étendus. En 1513, le cardinal décida la fondation de six nouveaux collèges autour du Colegio Mayor : le Colegio de San Pedro y San Pablo (le seul lié à un ordre religieux, les Franciscains) ; le Colegio de la Madre de Dios (ou Colegio de los Teólogos) ; le Colegio de Santa Catalina (ou Colegio de los Físicos) ; le Colegio de Santa Balbina (ou Colegio de los Lógicos) ; le Colegio de San Eugenio et le Colegio de San Isidoro (Colegios de los Gramáticos, fusionnés au XVIIe siècle en un Colegio de San Ambrosio). Après la mort du cardinal en 1517 se fondèrent jusqu'au XVIIe siècle d'autres colegios menores (fondations des différents ordres religieux, ou fondations royales, ou fondations privées), si bien que leur nombre atteignit finalement une trentaine. Mais Alcalá resta toujours une université plus petite et plus « aristocratique » que Salamanque : environ 2 000 étudiants à son apogée (contre plus de 7 000 à Salamanque en 1584).
En 1836, la reine Isabelle II transfère l'université au cœur de Madrid en la baptisant Universidad Central.

## Personnalités liées à l'université

### Professeurs
- Elio Antonio de Nebrija (1444-1522) ;
- Antonio Rubio de Rueda (1548-1615) ;
- Pedro Miguel de Heredia (1579-1655) ;
- Francisco Enríquez de Villacorta (1616-1680) ;
- Antonio Puigblanch (1775-1840)

### Étudiants
- Tomás de Villanueva (1488-1555), évêque de Valence
- Luis de Lucena (1491-1552), médecin pontifical, spécialiste de Vitruve
- Domingo de Soto (1494-1570), théologien dominicain
- Ambrosio de Morales (1513-1591), homme d'église et écrivain
- Juan Alfonso Curiel (? - 1609), homme d'église et théologien
- Juan de Mariana (1536-1624), jésuite
- Pablo de Céspedes (1538-1608), peintre, sculpteur, architecte, humaniste et poète
- Alessandro Farnese (1545-1592), gouverneur des Pays-Bas espagnols
- Félix Lope de Vega y Carpio (1562-1635), écrivain
- Francisco de Quevedo y Villegas (1580-1645), écrivain
- Cardinal Mazarin (1602-1661), prélat catholique, diplomate et homme politique
- Diego Mateo Zapata (1664-1745), médecin
- Gaspar Melchor de Jovellanos (1744-1811), écrivain
- José Amador de los Ríos (1818-1878), historien et archéologue
- Diego de Sagredo (1490-1527), architecte et homme d'église